# Richard Irving
Pour les articles homonymes, voir Irving.
Richard Irving né le 13 février 1917 à New York (État de New York), mort le 23 décembre 1990 à San Diego (Californie) est un acteur (de cinéma et de théâtre), producteur (de cinéma et de télévision) et réalisateur (de cinéma et de télévision) américain.

## Biographie
Richard Irving entame sa carrière comme acteur et joue au théâtre à Broadway en 1941-1942, dans deux pièces et la revue This Is the Army (1942, sur une musique d'Irving Berlin).
Au cinéma, son premier film est l'adaptation de cette revue, réalisée par Michael Curtiz sous le même titre (1943, avec George Murphy et Joan Leslie). Il apparaît dans vingt autres films américains jusqu'en 1952, dont Marché de brutes d'Anthony Mann (1948, avec Dennis O'Keefe et Claire Trevor), Borderline de William A. Seiter (1950, avec Fred MacMurray et Claire Trevor) et La Maison dans l'ombre de Nicholas Ray (son avant-dernier film comme acteur, 1952, avec Ida Lupino et Robert Ryan).
Comme réalisateur, on lui doit d'abord quatre courts métrages sortis de 1949 à 1951. À ce titre, il œuvre surtout à la télévision, avec trente-six séries dès 1951, dont Mike Hammer (onze épisodes, 1958-1959), les deux épisodes pilotes de Columbo (1968-1971) et Chips (deux épisodes, 1984).
Sa dernière réalisation est un épisode de Supercopter, diffusé en 1986. S'y ajoutent huit téléfilms entre 1968 et 1984.
Enfin, comme producteur (parfois délégué), Richard Irving contribue à quatorze téléfilms de 1968 à 1985 — dont Adventures of Nick Carter de Paul Krasny (1972, avec Robert Conrad et Shelley Winters) — et quinze séries à partir de 1951 — dont Laredo (cinquante-six épisodes, 1965-1967) —.
Son avant-dernière contribution comme producteur est pour la mini-série Les Derniers Jours de Pompéi (avec Laurence Olivier et Siobhan McKenna), diffusée en 1984. Par ailleurs, il est producteur de deux films sortis en 1974 et 1975.
Il est l'oncle de l'actrice Amy Irving (née en 1953).

## Théâtre à Broadway (intégrale)
(comme acteur)
- 1941 : Boudoir de (et mise en scène par) Jacques Deval : Culver
- 1942 : They Should Have Stood in Bed de Leo Rikfin, Frank Tarloff et David Shaw, mise en scène de Luther Adler : Julius P. Chattfield
- 1943 : This Is the Army, revue, musique et lyrics d'Irving Berlin, livret de Jacques McColl et Irving Berlin, mise en scène d'Ezra Stone

## Filmographie partielle

### Comme acteur
- 1943 : This Is the Army de Michael Curtiz : Mandy
- 1947 : Jiggs and Maggie in Society d'Edward F. Cline
- 1947 : Miracle sur la 34e rue (Miracle on 34th Street) de George Seaton : un journaliste
- 1948 : Marché de brutes (Raw Deal) d'Anthony Mann : Brock
- 1948 : Pénitencier du Colorado (Canon City) de Crane Wilbur : George Hernandez
- 1949 : Bastogne (Battleground) de William A. Wellman : un G.I. new-yorkais
- 1949 : La Scène du crime (Scene of the Crime) de Roy Rowland : un docteur
- 1950 : Poison blanc (Borderline) de William A. Seiter : Al
- 1951 : Dans la gueule du loup (The Mob) de Robert Parrish : le conducteur de voiture rôdant
- 1952 : La Maison dans l'ombre (On Dangerous Ground) de Nicholas Ray : Bernie Tucker

### Comme réalisateur
Courts métrages
- 1949 : Dog of the Wild
- 1951 : Pal's Gallant Journey

Séries télévisées
- 1958-1959 : Mike Hammer (Mickey Spillane's Mike Hammer), première série, saisons 1 et 2, 11 épisodes
- 1961 : Échec et mat (Checkmate), saison 1, épisode 20 A Matter of Conscience
- 1968-1971 : Columbo, épisodes pilotes 1 Inculpé de meurtre (Murder, 1968 ; également producteur) et 2 Rançon pour un homme mort (Ransom for a Dead Man, 1971 ; également producteur)
- 1969 : Les Règles du jeu (The Name of the Game), saison 1, épisode 19 Love-In at Ground Zero
- 1973 : L'Homme qui valait trois milliards (The Six Million Dollar Man), premier épisode pilote La Lune et le Désert (The Moon and the Desert) (également producteur)
- 1982-1983 : Chips (CHiPs), saison 6, épisode 8 Au quart de tour (Head Over Heels, 1982) et épisode 15 Un voyage insolite (Journey to a Spacecraft, 1983)
- 1986 : Supercopter (Airwolf), saison 3, épisode 18 La Détermination de Hawke (Hawke's Run)

Téléfilms
- 1968 : Istanbul Express (de) (également producteur)
- 1970 : Cavale pour un magot (Breakout) (également producteur)
- 1972 : Cutter (également producteur délégué)
- 1975 : The Art of Crime (également producteur délégué)
- 1977 : Exo-Man (en) (également producteur délégué)
- 1983 : Johnny Blue (également producteur), coréalisé par Bernard L. Kowalski
- 1984 : The Jesse Owens Story

### Comme producteur
Films
- 1974 : Newman's Law de Richard T. Heffron
- 1975 : Sidecar Racers d'Earl Bellamy

Séries télévisées
- 1965-1967 : Laredo, saisons 1 et 2, 56 épisodes (dont 55 comme producteur délégué)
- 1969-1971 : Les Règles du jeu (The Name of the Game), saisons 1 à 3, 27 épisodes (dont 22 comme producteur délégué)
- 1977-1978 : Quincy (Quincy, M.E.), saison 3, 11 épisodes (producteur délégué)
- 1981 : Masada, mini-série en quatre parties
- 1984 : Les Derniers Jours de Pompéi (The Last Days of Pompeii), mini-série en trois parties

Téléfilms
- 1968 : Three Guns for Texas d'Earl Bellamy, David Lowell Rich et Paul Stanley
- 1971 : A Little Game de Paul Wendkos (producteur délégué)
- 1972 : Adventures of Nick Carter de Paul Krasny (producteur délégué)
- 1972 : A Very Missing Person de Russ Mayberry (producteur délégué)
- 1972 : The Hound of the Baskervilles de Barry Crane (producteur délégué)
- 1976 : Victoire sur la nuit (Dark Victory) de Robert Butler (producteur délégué)
- 1985 : Wallenberg: A Hero's Story de Lamont Johnson